# Choy Li Fut

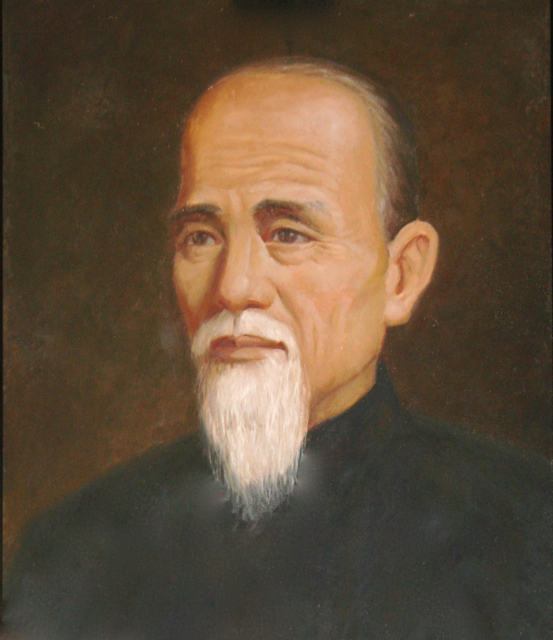
Chan Heung (陳享)

Choy Li Fut, beginners (t/m oranje) in actie

Choy Li Fut (蔡李佛) (Choy Li Fut (Kantonees) of Cai Li Fo (Mandarijn)) is een Shaolin kungfustijl uit Foshan, China, met als kenmerk een soms groot aantal serie stoten en slagen of soms trappen nadat de tegenstander uit balans is gebracht.

## Tien principes van Chang Heung
Chan Heung gaf zijn studenten tien belangrijke training principes om succesvol te zijn als Choy Li Fut beoefenaar.
1. Hij (of zij) moet een ervaren leraar (instructor/sifu) hebben.
2. Hij moet hard werken.
3. Als hij in gevecht raakt, moet hij al zijn martial arts kennis gebruiken in een gevecht, met de grootst mogelijke intentie
4. Hij moet terughoudend zijn met seks om zijn chi te sparen.
5. Hij moet voldoende en vooral gezond eten.
6. Als hij stoot moet er veel energie vrij komen.
7. Zijn uithoudingsvermogen (stamina) moet groot zijn.
8. Hij moet goed en op de juiste manier ademen.
9. Als hij zich moet verdedigen, dan mag de tegenstander geen enkele kans krijgen
10. Hij moet de tijd nemen en zijn voetenwerk stabiel en in balans uitvoeren.[1]

## De basis
De eerste vorm die men leert in Choy Li Fut is de "Ng Lun Ma" (Five wheel stance of 五輪馬). Deze vorm bevat alle basis voetenwerk, zowel de hoge als de lage standen. Na deze vorm leert de Choy Li Fut student de "Ng Lun Chui" (five wheel fist of 五輪搥), alle basis vuist- en handtechnieken worden gecombineerd met het basis voetenwerk in deze vorm. (ma betekent: stand) Enkele scholen beginnen met het aanleren van de vorm "Siu Pau Kuen" (Small Leopard Fist Form) en daarna de "Ng Iun Ma" en de "Ng Iun Chui" (Ng Iun Choy). Een belangrijke stand in deze vormen is de Sei Ping Ma, ook wel vierhoekige paardrijstand genoemd.
De basisvormen kunnen worden vergeleken met de constructie van een hoog gebouw. De vorm is als de fundering tot diep in de grond.
Als de fundering sterk is dan kan het gebouw wat er op staat elke storm aan. De Choy Li Fut beoefenaar moet altijd onthouden dat de basis is als de fundering van een wolkenkrabber, hij zou zich niet moeten haasten om meer en meer vormen te leren. Wanneer een student zijn voetenwerk, hand- en vuist technieken leert moet hij weten dat alles wat klein en smal is begint bij groot en breed, alles wat hoog is begint bij laag, al wat strak is begint bij los.
Met andere woorden, als men eerst de lange ronde handtechnieken leert, dan is het makkelijk om de korte te leren. Bij het beoefenen van wijde lage standen, wordt het makkelijker om de hoge standen te leren. En als men leert om los en relaxed te zijn dan is het makkelijker om explosieve kracht te ontwikkelen.
De termen van Choy Li Fut worden in het Engels of in het Chinees onderwezen en soms een combinatie daarvan. Voorbeeld "Siu Pau Kuen" (Chinees) en "Small Leopard Fist Form" (Engels). Dit is een korte beginnersvorm. Of de bloktechniek "Gum-Jin" heet in het Engels: "Golden Scissors", een schaarbeweging waarmee een stoot of trap mee wordt afgeweerd.
- Basistraining:

Iedere student begint met het leren van de vijftien basistechnieken bestaand uit vijf standen, vijf afweertechnieken en vijf stoten. Deze basis is essentieel voordat men serieus kan beginnen met vormtraining. Een bekende basisstand is de "Sei Ping Ma" of "paardrijstand", die veel in de vormtraining gebruikt wordt en ook gebruikt kan worden om de benen te trainen voor kracht, stevigheid en doorzettingsvermogen.
- Vormtraining:

De vormtraining is in de eerste plaats voor gezondheid en techniek. Uit de eerste vormen die men leert, worden ook gevechtstoepassingen (stukjes uit een vorm) geleerd, voor bijvoorbeeld zelfverdediging en om de technieken beter te oefenen en te begrijpen. In totaal zijn er ongeveer 150 vormen, die alleen, met een partner en/of met een wapen uitgevoerd worden. Bijna elke beweging in een vorm, hoe sierlijk soms ook, is een verdedigende of aanvallende techniek of een combinatie daarvan.
Kreten horen ook bij Choy Li Fut. Het meest bekend is 'Yak', waarbij men vroeger bij gevechten te paard de medestanders waarschuwde dat men zich moest omdraaien omdat er een aanval kwam. In vormtraining komt dit terug als men zich in de vorm omdraait om bijvoorbeeld dezelfde serie bewegingen de andere richting op te doen. Zo zijn er nog meer termen als bijvoorbeeld Di(e)k of Si(e)k en worden gebruikt bij trappen en stoten. Bij zelfverdediging kan het ook een schrikeffect hebben als de kreet krachtig overkomt en de kreet kan bijdragen aan de kracht en snelheid van een techniek.

## Gevorderden + Wapens
Soms wordt Choy Li Fut gecombineerd met sanda (Chinees kickboksen), oftewel sanshou, om de vaardigheden van de studenten te vergroten, hoewel Choy Li Fut al een compleet systeem is. Ook worden stukjes uit de vormtraining geoefend met een partner. Deze 'gevechtstoepassingen' kunnen gebruikt worden voor zelfverdediging. Ook wordt er naarmate men gevorderder wordt ook met wapens gewerkt, lang, kort, flexibel en dubbel, waaronder een stok en een zwaard. Totaal zijn er meer dan 53 wapens bekend bij de Plum Blossom Federation. Dit hoge aantal komt doordat Choy Li Fut in China zowel noordelijk als zuidelijk wordt beoefend.
Banden/rangen:
Bij Kungfu, en vooral bij Choy Li Fut staat het behalen van een band (eigenlijk sash of sjerp) niet op de eerste plaats.
Er zijn studenten die al jaren trainen en nog geen of slechts een lage band hebben, maar toch
(zeer) goed zijn in bepaalde onderdelen van Choy Li Fut. Wie het bandensysteem volgt en leraar (sifu/instructor) wil worden moet wel alle banden (tot en met rood) behalen, of eventueel nog hoger tot en met zwart. Te beginnen met geel en oranje (beginners). Er zijn scholen waar men met een rode band begint (basisstoten, basisstanden e.d.) en daarna de 
witte band (sjerp).
Gevorderden:
Daarna volgen groen en blauw en dan gevorderd 1, 2 en 3 (paars, rood (instructor/sifu), bruin). Daarna zwart. De rode band kan enigszins vergeleken worden met een zwarte band in een Japanse krijgskunst en wordt ook wel 'black sash' genoemd. De zwarte band kan vergeleken worden met een hogere dangraad, hoewel er vijf graden zijn voor de zwarte sjerp. Voor het behalen van de rode band moet men erg vaak en hard trainen. Bemerkt de sifu onvoldoende motivatie of komt de student niet vaak genoeg dan wordt netjes verteld dat de student er nog niet aan toe is om de rode band te behalen en moet men zich na een tijdje opnieuw bewijzen.

## Geschiedenis II

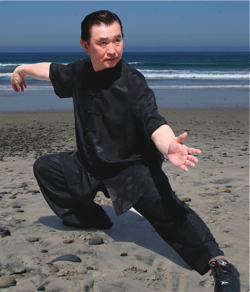
Doc-fai Wong

Grootmeester Doc-fai Wong is vijfde generatie in de Choy Li Fut stamboom. Geboren in Kwantung, China, in 1948, kwam grootmeester Doc-fai Wong na nog een tijd in Macau te hebben verbleven op 11-jarige leeftijd naar de Verenigde Staten.
Wong, altijd al geïnteresseerd in martial arts, kreeg in San Francisco de kans om Tai chi chuan en Shaolin kungfu te leren. Hij leerde Shaolin van Kuo Poi, Ng Ying Kungfu van Tang Min en Tai chi van L.G. Fok. Op 14-jarige leeftijd werd Wong geaccepteerd als student bij Choy Li Fut grootmeester Lau Bun. Datzelfde jaar werd hij ook student bij Chan (zen) meester, Hsuan Hua, de abbot van de stad van de tienduizend boeddha’s. Wong studeerde bij Lau Bun tot zijn meesters dood in 1967. Op dat moment hielp Wong Lau Bun`s opvolger Lang Jew voor twee jaar in San Francisco's Chinatown met zijn martial arts-school. In 1969 moedigde Lang Jew, Doc-fai Wong aan om zijn eigen school te beginnen. Wong was een van de eerste traditionele kungfu-leraren die buiten Chinatown les begonnen te geven. Hij was ook een van de eersten die niet-Chinezen in zijn school de kans gaf om Choy Li Fut te leren.
In 1975 ging Wong naar Hongkong op zoek naar kungfu-meesters die hem konden helpen zijn martial art kennis te verbreden. Uiteindelijk werd hij de 1e leerling van overgrootmeester Hu Yuen-chou en Wong Gong. Doc-fai Wong reisde van 1975 tot 1997 winter en zomer op en neer tussen Hongkong en de Verenigde Staten om les te krijgen in hoog niveau kungfu van zijn meesters Hu Yuen-chou en Wong Gong. In 1987 ontving hij de erfenis van de Kong Chow tak van Choy Li Fut en werd hij gepromoveerd door overgrootmeester Wong Gong. Nu is hij de vijfde generatie grootmeester van Choy Li Fut.
De 'Plum blossum internationale federatie' is opgericht door grootmeester Doc-fai Wong in 1968. Meer dan 100 scholen over de hele wereld zijn aangesloten uit de Verenigde Staten, Canada, Centraal- en Zuid-Amerika, Europa, Azië, Afrika, Filipijnen en Tahiti. De federatie onder de grootmeester traint teams voor competities in het buitenland, met als doel de promotie van Choy Li Fut, San Shou en Tai Chi.
Volgens vechtkunstlegende Bruce Lee is Choy Li Fut het meeste effectieve systeem om tegen meerdere tegenstanders te vechten en het lastigste om zich tegen te verdedigen of aan te vallen. Choy Li Fut is de enige kungfustijl die zich met succes in de ring kan meten met thaiboksers.

### Stambomen
Er zijn vier stambomen in Choy Li Fut.
1. King Mui (Europa, voornamelijk Engeland en Nederland) + Verenigde Staten, Canada, Filipijnen en Afrika
2. Jiangmen of Kong Chow Choy Li Fut
3. Fut San Hung Sing Choy Li Fut
4. Buk Sing Choy Li Fut

### Stamboom (opvolging, Hong Ying) King Mui Choy Li Fut
```
               
Chan Heung
 

______________________|_____________________
               
Chan Koon-pak

______________________|_____________________________|__________|_
Chan Yiu-chi   
Chan Cheong-mo/Chan Yen
 Chan Ngau-sing  Yuen Hai
_______|______________|_____________________________|____________
  Hu Yuen-chou  
Wong Gong
                   Lau Bun
______________________|_____________________
        
/
 
Doc-fai Wong
 (huidige grootmeester, 5e generatie)
_________________|____|____|_______________________________________________
   
Jason Wong          
Mark Horton    
Niel Wilcott (grootmeester, echter niet in King Mui)
```

## Hong Ying Leiden en deelname aan WK Kungfu 2011-2017

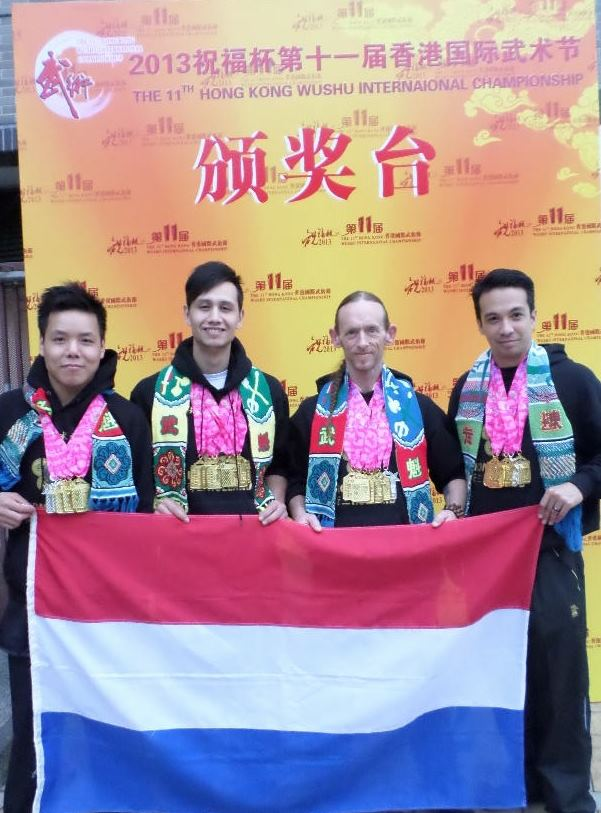
Hong Ying Leiden, WK 2013 - 5 t/m 8 april, v.l.n.r Yu Dai-fu, Chi-kin Melvyn Tang, Mark Horton en Lucas van Scheppingen.

Onder leiding van teamcaptain Mark Horton doet Hong Ying Leiden vanaf 2011 mee aan het WK kungfu te China, waar het op verschillende disciplines tal van gouden, tientallen zilveren en enkele bronzen medailles heeft behaald. De samenstelling van het team verschilde per jaar, maar Yu Dai-fu en Chi-kin Melvyn Tang waren vaste waarden en wonnen voornamelijk medailles met Choy Li Fut. Yeun Ting-ho en Lucas van Scheppingen, die alleen in respectievelijk 2011 en 2013 meededen voor het team, sleepten ook vooral met Choy Li Fut medailles in de wacht. 

### 2017
Op 19 maart 2017 deed Horton samen met zijn student, dj Lucas van Scheppingen mee aan de 15e editie van het WK-kungfu te China. Het doel was om samen het record van acht gouden medailles te halen. Van Scheppingen haalde enkele medailles, zilver en goud. Horton haalde in zijn eentje alle acht gouden medailles, wederom een record. Niemand haalde eerder acht gouden medailles, en voor een niet-Chinees is dat in China gelijk aan het behalen van bijvoorbeeld een Olympische titel, men mag aan maximaal acht disciplines meedoen. Aangezien Horton boven de 50 is in 2017 en geblesseerd meedeed (wat hij pas achteraf vertelde) is dit zijn laatste WK.
Hong Ying Leiden is opgericht door Mark Horton, die oorspronkelijk uit Engeland komt en in Maleisië is opgegroeid. Horton volgt de van oorsprong Chinese, maar in de Verenigde Staten wonende, grootmeester Doc-fai Wang direct op in de King Mui-stamboom van Choy Li Fut, samen met de zoon van de grootmeester, Jason Wong. Hong Ying Leiden bevond zich eerst jarenlang op de bovenverdieping van een grotendeels houten pand aan de Koppenhinksteeg te Leiden, maar de school moest wegens veiligheidsredenen en ruimtegebrek verhuizen naar een andere locatie, waar ook veel ruimte buiten is, zodat er bij droog weer vele tientallen tot honderden studenten tegelijk kunnen trainen.

## Hong Ying in Engeland
Sifu Leo Alderman, verbonden aan Hong Ying Wuguan Leiden, geeft voornamelijk in Engeland les en is een van de hogere studenten van Mark Horton.
Sifu Leo Alderman, uit Engeland, is de hoofdinstructeur voor Hong Ying in het Verenigd Koninkrijk en bezocht ook regelmatig Hong Ying Wuguan (Leiden), soms samen met de grootmeester, Doc-fai Wong.